# The Trouble with Trillions
The Trouble With Trillions, llamado El problema con los trillones en España y Misión deducible en Hispanoamérica, es un capítulo perteneciente a la novena temporada de la serie animada Los Simpson.
Es remarcable que el billete es de un billón (1012 ,un millón de millones), pero el capítulo está basado en el sistema anglosajón de Estados Unidos equivalente a trillion y no debe traducirse como trillón (1018).

## Sinopsis
El capítulo comienza con la llegada del año nuevo a Springfield. Con el nuevo año llega también el tener que declarar los impuestos una vez más, pero Homer se olvida de hacerlo y, por consiguiente, lo hace en último momento.
Sin embargo, su paquete con la declaración contiene gran cantidad de mentiras, además de que por accidente cae en el contenedor de "Auditoría severa", y por eso el gobierno de Estados Unidos lo cita para realizarle una audiencia y enviarlo a prisión (en el doblaje de Hispanoamérica tradujeron literalmente su nombre, y el agente del IRS lo nombra Simpson, Homero Jimeno en lugar de Simpson, Homero Jay). 
Homer ruega desesperadamente evitar la cárcel, y el gobierno accede a realizar un trato: Homer debe convertirse en un chivato y usar un micrófono con el que delatar a sus amigos, haciendo que éstos confiesen que planean hacer algo ilegal.
Su misión más importante consiste en recuperar un valioso billete de un trillón de dólares (un billón en escala larga) que estaba en poder del Sr. Burns, pero anteriormente había pertenecido al gobierno nacional. El gobierno había confiado el billete en manos de Burns para que lo lleve a Francia, ya que este era el ciudadano más rico y, por lo tanto, más confiable de América.
Homer se dirige a la mansión del Sr. Burns y consigue engañarlo haciéndose pasar por un reportero de la revista Collier, que, según él, pondría al Sr. Burns en la sección «Vidas ejemplares». Por esta razón, Burns accede a mostrarle a Homer cada rincón de su casa.
Cuando consigue que Burns le muestre el billete del trillón de dólares, inmediatamente dos funcionarios del gobierno entran en la habitación en la que estaba Homer y le arrebatan el billete del trillón a Burns, llevándoselo preso. Pero Burns empieza a dar un discurso diciendo que «el gobierno no tiene derecho a tratarlo así, ni a cobrarle impuestos, que se destinan a extranjeros ingratos y a acciones innecesarias». Homer comienza a pensar que Burns tiene razón, por lo que hace tropezar a los funcionarios del gobierno, les quita el billete y escapa con Burns en su auto antiguo.
Smithers se une a ellos, y los tres consiguen un avión, con el que planean escapar fuera del país. El plan de Burns era el de comprar una isla del Atlántico y establecer un nuevo país, pero divisa Cuba y decide aterrizar allí. En el aeropuerto, Homer rellena un formulario en el que debe marcar con una X los propósitos de su viaje al país. Las opciones disponibles son: "Negocios / Placer", "Contrabando de puros", "Asesinar a Castro". Homer marca las tres.
Los tres van con el presidente Fidel Castro, quien momentos antes había declarado ante sus funcionarios que el país estaba en bancarrota y que la única salida era abandonar el comunismo. En ese momento, el Sr. Burns le pide a Castro quedarse a vivir en su paraíso socialista, con trato preferencial basado en su gran fortuna; acto seguido, le muestra el valioso billete. Fidel pide verlo y Homer convence a Burns de que pueden confiar en él. Cuando Burns le entrega el billete al presidente de Cuba, éste no se lo devuelve.
El capítulo termina con una imagen de Burns, Homer y Smithers, navegando a la deriva en una balsa de troncos, (parodiando el real Éxodo del Mariel de 1980), tratando de regresar a los Estados Unidos, y con el Sr. Burns jurando que muy pronto sería culpable de sobornar a un jurado.